# Mons-lez-Liège
Pour les articles homonymes, voir Mons (homonymie).
Mons-lez-Liège (en wallon Mont-dlé-Lidje) est une section de la commune belge de Flémalle située en Région wallonne dans la province de Liège.

## Toponymie
L'appellatif toponymique Mons est une graphie latinisante d'après le latin classique mons, mais il procède du gallo-roman MONTE signifiant « mont, colline ».

## Démographie
- Sources : INS, Rem. : 1831 jusqu'en 1970 = recensements, 1976 = nombre d'habitants au 31 décembre.

## Historique
On trouve pour la première fois le nom de Mons dans la copie d’un acte de 1205, rédigé en latin et provenant du couvent d’Aywières en Brabant où s’étaient installées les religieuses venant d’Othet.
D’après ce document, Mons était une possession ecclésiastique du chapitre cathédral de l’église Saint-Lambert de Liège qui détenait « 18 bonniers de terre inculte aux confins de Mons et Chokier »[réf. nécessaire].
Depuis 1795, la commune portait officiellement le nom de Mons-Crotteux. C'est l’administration française qui avait réuni les deux seigneuries dans une seule municipalité. En 1977, lors des fusions des communes, elles furent séparées, Mons faisant partie de Flémalle et Crotteux de Grâce-Hollogne.

## Personnalités
Mons-lez-Liège est le lieu de naissance de Louis-Joseph Antoine, en 1846, qui fonda le culte antoiniste à Jemeppe-sur-Meuse en 1910. C'est également le lieu de naissance du coureur cycliste François Neuville en 1912 et décédé en 1986, vainqueur du Tour de Belgique 1938 (it) et d'une étape du Tour de France 1938.